# San Giovanni Ilarione
San Giovanni Ilarione (San Gioani Larión in veneto) è un comune italiano di 4 859 abitanti della provincia di Verona in Veneto.
Il paese è sede di importanti aziende a livello nazionale e mondiale, principalmente calzaturiere. Tra le frazioni: Cattignano e Castello.

## Geografia fisica
San Giovanni Ilarione dista circa 42 chilometri da Verona. Rispetto al capoluogo è in posizione nord est. Confina con la provincia di Vicenza, dal cui capoluogo dista 39 chilometri. È posizionato nella media val d'Alpone, e attraversato da nord a sud dal torrente Alpone. È in posizione collinare, adagiato su un fianco della valle.
Le principali cittadine di riferimento sono San Bonifacio ed Arzignano, che distano rispettivamente circa 15 e 10 chilometri.
A partire dal nord dove la valle tende ad essere ancora stretta, la zona pianeggiante scarseggia, ma dirigendosi verso fondo valle si può notare un ampliamento della pianura e finisce la Val d'Alpone.

## Etimologia
Il primo documento scritto che parla di San Giovanni è del 1091, un diploma dell'imperatore Enrico IV, dove elenca le terre assegnate al monastero di San Felice di Vicenza e dove viene citato Sancto Joanne ad Aronna. Aronna è un'erba, una specie di pianta infestante, chiamata volgarmente la rogna. Nel 1350 il nome usato è Sancto Joanne in Larogna e negli statuti del comune del 1382 si usa Sancto Joanne habente la rogna. Nel 1582 si usa per la prima volta il suffisso Hilarione. Il termine attuale si ha in una bolla papale del 1685: San Giovani Ilariòn.

## Storia

### La preistoria
Presenze di circa 50.000 anni fa, un accampamento stagionale dell'uomo di Neanderthal era posizionato sul monte Calvarina, appena sotto la vetta fra le attuali malghe di Roccolo e Marognon, in un avvallamento che poneva i cacciatori al riparo dei venti freddi del nord. La scoperta appartiene ad Alberto Solinas che, con il padre, ha dato il suo nome al Riparo Solinas nel comune di Fumane.

### La storia
Nel XIII secolo il castello era al centro delle dispute fra i signori del paese, i Malacapella e il comune di Vicenza. Nel 1241 i vicentini fecero un primo tentativo di conquista, non riuscendoci, e devastando la valle, l'anno successivo, il 1242 si allearono con Ezzelino III da Romano e sconfissero i Malacapella.
La zona fu nuovamente teatro di scontro delle dispute fra i Visconti arrivati a Verona e la Serenissima. Francesco Sforza, capitano di ventura allora per Venezia, decise che il castello rimanesse integro e armato e con autonomia del comune, con spese a carico di tutta la valle, cosa che La Serenissima accettò a metà.

### I giorni nostri
Su proposta dei deputati veronesi Guarienti e Cori nel 1923 il comune passò dalla provincia di Vicenza a quella di Verona.
In quell'occasione Castello tentò senza successo di ottenere un municipio, per così formare un comune autonomo dall'altra frazione di villa, con la quale litigava da secoli. Quando sembrò che tale progetto fosse ormai stato raggiunto, la provincia di Vicenza (alla quale Castello voleva rimanere legata) si tirò indietro e così non si fece nulla. Con il passaggio di provincia si sanò un residuato storico della dipendenza di un solo comune della valle fuori dalla provincia di Verona. La proposta si basava sul bisogno di sanare la divisione fra i comuni vicini per una tradizione storica, linguistica ed economica. La contestazione sul confine fra le amministrazioni si trascinava sin dai tempi dei longobardi.

## Monumenti e luoghi d'interesse

### Architetture religiose
- Chiesa di San Zeno - XIII secolo

In località Scandolaro. È in stile romanico del XIII secolo, è stata ristrutturata nel 1981 dopo un abbandono decennale.
- Chiesa della Beata Vergine e dei Santi Gaetano e Antonio - XVIII secolo

In località Boarie. Fu edificata da Achille Balzi nel 1715, era un oratorio pubblico proprietà della famiglia Balzi. La struttura è a pianta unica, e molto piccola; al centro del corridoio è possibile scorgere la tomba della famiglia Balzi, posizionata proprio sul pavimento. L'intera chiesa è stata restaurata recentemente, facendo così risaltare le sue bellissime peculiarità.
- Chiesa di San Benedetto in Cattignano - XIX secolo

A Cattignano. Fu eretta nel 1881 e divenne parrocchia nel 1947. È notevole il campanile, svettante, posto anteriormente alla chiesa.
- Chiesa di San Giovanni Battista - XIX secolo

Costruita all'inizio del XIX secolo, fra il 1808 e il 1812 sul sito del vecchio castello. Ha una pianta a croce greca e una sola navata. Domina l'intera valle ed era l'unica parrocchia del comune. Ha una serie di dipinti raffiguranti la vita di San Giovanni Battista e una pala del XV secolo di Bartolomeo Montagna: Madonna con Bambino tra i santi Antonio da Padova e Giovanni Evangelista. Ha una forte somiglianza con il santuario della Madonna di Monte Berico.
- Chiesa di Santa Caterina in Villa - XX secolo

Fu costruita all'inizio del XX secolo, fra il 1901 e il 1909 su progetto del vicentino Gerardo Marchioro.
È costruita sulla precedente chiesa del XV secolo. Ha una facciata maestosa e si sviluppa su tre navate. Ha affreschi di Pietro Pajetta e pale del XVI e XVII secolo. Da segnalare le vetrate ed i dipinti di D. Menato.
Alla fine del 1989 fu avviato il progetto di ricostruzione del campanile adiacente alla chiesa il quale è stato terminato nel 1991, con l'innalzamento di circa 15 metri, e l'aggiunta della quarta e nuovissima campana. Del vecchio campanile sono stati conservati gli orologi, tuttora visibili sulla sua sommità ed è stata aggiunta una meridiana, donata gentilmente dal maestro d'arte Zandonà.
- Chiesa della Madonna della Salute in contrada Nogarotto - XX secolo

La prima pietra fu posata nel 1959 e l'edificio fu terminato nei primi anni Sessanta su disegno del geometra Domenico Marcazzan.
Nato come luogo di incontro per fedeli di diverse comunità (in quanto luogo di confluenza di quattro parrocchie), l'edificio ricorda le abitazioni locali, ha un'unica navata e un presbiterio a nord.
Riammodernata tra il 2015 e il 2019, grazie alla donazione di don Antonio Grolli, oggi è santuario dedicato alla Madonna della Salute.

### Villa Tanara
Antica Villa in stile padronale, risalente alla fine dell'Ottocento, composta da un blocco centrale e due ali laterali le quali racchiudono il giardino interno, dove al centro è situata una magnolia dell'epoca; molte sono le leggende racchiuse tra i misteri di queste mura, raccontate dagli stessi abitanti del paese.
Sin dall'inizio era abitata da una dinastia di Conti i quali possedevano svariati appezzamenti di terreno, fatti lavorare da contadini assunti presso la nobile famiglia, alla fine del 900' è stata però abbandonata a causa del trasferimento della famiglia verso le città più ricche. Durante la seconda guerra mondiale è stata usata come presidio tedesco È di proprietà privata ma rimane disabitata e non è possibile visitarla, a causa anche delle pessime condizioni in cui è conservata.
All'interno sono ancora presenti parecchi oggetti risalenti all'epoca della costruzione, come i caminetti ottocenteschi presenti in ogni sala ed utilizzati per il riscaldamento quotidiano.

### Basalti Colonnari
Sul versante sinistro della Valle d'Alpone, a S. Giovanni Ilarione, una parete rocciosa appare come un enorme alveare. È invece l'imponente struttura dei basalti colonnari, formatasi nel vulcanismo oligocenlco. II raffreddamento e la contrazione delle colate laviche, intorno e dentro i crateri, diedero origine alle forme prismatiche con base esagonale, le nere lucenti colonne strette una all'altra: una straordinaria scenografia della natura. Nell'Eocene medio, 45 milioni d'anni fa, si formava la scogliera corallina dell'"orizzonte di S. Giovanni Ilarione". La sua malacofauna comprende decine di nuove specie di molluschi, nella cui classificazione ricorre il termine "hilarionis", adottato dai paleontologi di tutto il mondo.
Sin dai primi anni del 900' questa particolare cava diede lavoro a centinaia di persone, fu questa una delle principali vie di sviluppo del paese nei suoi primi anni.
Situata sulla sommità della collina rocciosa, cava oggigiorno dismessa; sorge la piccola frazione di Castello, antica roccaforte scaligera.

### Monte Calvarina e la base militare
Confinante con il comune di San Giovanni Ilarione, è presente il monte Calvarina, con altezza 683 metri s.l.m. in cui presidiava fino al 29 settembre 1995 il 67º Gruppo intercettori teleguidati (la base si trovava nel comune di Roncà

## Società

### Evoluzione demografica
Abitanti censiti

## Cultura

### Cucina
La cucina è di tipo tradizionale veneto e la specialità principale è costituita dalla polenta e osei.

### Eventi
- Concerto per la vita, primo sabato di febbraio che precede la Giornata Mondiale per la vita celebrata la prima domenica di febbraio.
- Sagra della Seriola, 2 febbraio a Castello
- Sagra di san Valentino, 14 febbraio a Cattignano
- Ultima domenica di Carnevale, a San Giovanni Ilarione, con notevole sfilata di carri e premiazione del migliore.
- Sagra San Zeno, seconda domenica di Pasqua a Castello
- Sagra di S. Giovanni Battista, ultima domenica di giugno con mostra delle ciliegie
- Sagra a Cattignano, seconda domenica di luglio, Sagra di S. Benedetto.
- Sagra alle Boarie, 25 agosto, tutti riuniti nell'antica piazza, con canti e balli; cucina tradizionale a cura degli Alpini
- Sagra delle Castagne, seconda domenica di ottobre

## Geografia antropica

### Frazioni
Due sono le frazioni di San Giovanni Ilarione: Castello e Cattignano, le quali superano tutte e due assieme i 1 500 abitanti. In passato Castello era sede comunale e unica parrocchia fino al XVIII. Negli ultimi anni si è registrato un calo demografico, tant'è vero che 100 anni fa insieme (Cattignano è stata curazia dipendente da Castello fino al 1947 quando il vescovo di Vicenza Mons. Carlo Zinato la eresse a parrocchia) raggiungevano i 2 600 abitanti. Dal 1400 i parroci di Castello (o San Giovanni Ilarione) si fregiano del titolo di arciprete. Entrambe le frazioni sono molto bene collegate al paese e sono quindi raggiungibili in tempi molto brevi. Dalla sommità di queste frazioni la vista sull'intera vallata è favolosa, specialmente nei periodi di fioritura dei ciliegi.
Ciascuna delle due frazioni dispone di una chiesa parrocchiale dove ogni giorno viene svolta la regolare liturgia, anche se da tempo non vi sono più parroci residenti.

## Economia
L'economia locale è inizialmente agricola, e ancor oggi l'agricoltura mantiene una posizione di rilievo: prodotti tipici locali sono ciliegie, uva, castagne. La particolare conformazione della valle permette la vendemmia fino a fine novembre.

L'industria fino all'ultimo dopoguerra è essenzialmente legata all'estrazione di argille bentonitiche e alla loro trasformazione in fornace. L'attività estrattiva continua ancor oggi, anche se è meno importante nell'economia del paese.

A partire dagli anni cinquanta infatti lungo la val d'Alpone, e in particolare a San Giovanni Ilarione, si sviluppano numerose aziende calzaturiere.  Era la piccola valle dei "calzolai" dove non c'era nessuno che direttamente o indirettamente non fosse collegato alle calzature.
Verso la fine degli anni novanta si arrivò a raggiungere l'apice della produzione e della fioritura del paese, arrivando a creare solide e conosciute industrie calzaturiere, numerose generazioni si sono succedute nella gestione delle imprese, all'avanguardia e presenti tuttora in tutto il mondo. In seguito molte delle principali aziende hanno delocalizzato la produzione all'estero, ma rimangono comunque nel territorio importanti calzaturifici.

Oggi l'attività del comune è agricola, artigianale ed industriale, con un occhio di riguardo alla produzione calzaturiera.

## Infrastrutture e trasporti
Fra il 1928 e il 1956 il paese rappresentava il capolinea settentrionale della tranvia San Bonifacio-San Giovanni Ilarione la quale faceva parte di un insieme di tranvie elettriche che caratterizzarono la provincia veronese e rappresentò un importante strumento di crescita per la valle dell'Alpone.

## Amministrazione
Fa parte della Comunità montana della Lessinia, e dell'area del Parco della Lessinia. Inoltre il comune fa parte del movimento patto dei sindaci
| Periodo       | Periodo       | Primo cittadino   | Partito                                      | Carica                  | Note                     |
| ------------- | ------------- | ----------------- | -------------------------------------------- | ----------------------- | ------------------------ |
| giugno 1985   | maggio 1990   | Domenico Dal Cero | Democrazia Cristiana                         | Sindaco                 | [ 10 ]                   |
| maggio 1990   | aprile 1995   | Domenico Dal Cero | Democrazia Cristiana                         | Sindaco                 | [ 11 ]                   |
| aprile 1995   | luglio 1997   | Flavio Vandin     | Lista civica                                 | Sindaco                 | Dimissioni del consiglio |
| luglio 1997   | novembre 1997 | Renata Carletti   |                                              | Commissario prefettizio | [ 13 ] [ 14 ]            |
| novembre 1997 | maggio 2002   | Flavio Vandin     | Lista civica                                 | Sindaco                 | [ 15 ]                   |
| maggio 2002   | maggio 2007   | Domenico Dal Cero | Centro-destra (liste civiche)                | Sindaco                 | [ 16 ]                   |
| maggio 2007   | maggio 2012   | Domenico Dal Cero | Lista civica di centro-destra Per le libertà | Sindaco                 | [ 17 ]                   |
| maggio 2012   | giugno 2017   | Ellen Cavazza     | Lega Nord                                    | Sindaco                 | [ 18 ] [ 19 ]            |
| giugno 2017   | giugno 2022   | Luciano Marcazzan | Lista civica Paese vivo                      | Sindaco                 | [ 20 ]                   |
| giugno 2022   | in carica     | Luciano Marcazzan | Lista civica Paese vivo                      | Sindaco                 |                          |

## Sport

### Calcio
La principale squadra di calcio della città è U.S. San Giovanni Ilarione Calcio che milita in Prima Categoria.